# Saturn INT-21
Saturn INT-21 a fost o rachetă din familia Saturn, cu 2 trepte, ce a fost folosită la transportarea stației Skylab.
Deși se intenționa să fie folosită și la transportul altor stații spațiale (Skylab B etc.), din cauza limitărilor de buget, nu a fost lansată decât una.

## Istorie
După terminarea programului Apollo, NASA intenționa să lanseze o stație spațiala.
Acest proiect a rezultat în crearea stației Skylab, prima stație spațială americană .
Deși se intenționa să fie o serie de stații Skylab, nu a existat decât una, lansată în 14 mai 1973.
În timpul zborului, vibrațiile intense produse de rachetă au detașat scutul termic și un panou solar.
Astfel, misiunea Skylab 2 a trebuit să salveze stația mai întâi.

## Construcție
Fără treapta S-IVB, Saturn INT-21 putea ridica doar 75 de tone, dar dată fiind masa Skylab, era mai mult decât suficient.
Complet încărcată, ea avea masa de 2916 t, o înălțime de 93 m, și dezvolta 35,1 MN, cel mai mult dintre rachetele Saturn.
1. ↑  Young, Anthony (2008). The Saturn V F-1 Engine. Springer-Praxis. p. 245. ISBN 0-387-09629-9.